# IZA (album)
Izabella Scorupco lengyel származású svéd énekesnő 1991-ben IZA címen, Svédországban megjelent albuma.

## Számlista
1. 1. "Shame Shame Shame" (Robinson)
  2. I Write You a Love Song (Evenrude)
  3. Everything to You (Björhovde/Evenrude)
  4. You Take Me Up (Axelsson/Damicolas/Bagge)
  5. When Passion Rules the Heart (Brandon/Shipley)
  6. Red Hot and Blue (Brandon/Briley)
  7. Brando Moves (Brandon/Shipley/Nowels)
  8. I Know There's Someone Out There (Shipley/Nowels)
  9. Rock Off (Olsson/Graf/Fjeld)
  10. Substitute (Wilson)
  11. If Lovin' You is Wrong (Evenrude)
  12. Love Grows (Mason/Macaulay)
  13. I Write You a Love Song (12" Remix)
  14. Brando Moves (Short Intro Version)

## Fordítás
- Ez a szócikk részben vagy egészben  az   IZA (album) című angol Wikipédia-szócikk fordításán alapul.  Az eredeti cikk szerkesztőit annak laptörténete sorolja fel. Ez a jelzés csupán a megfogalmazás eredetét és a szerzői jogokat jelzi, nem szolgál a cikkben szereplő információk forrásmegjelöléseként.